# Громадяни всесвіту
«Громадяни всесвіту» (рос. «Граждане вселенной») — радянський дитячий комедійний художній фільм 1984 року, знятий режисером Миколою Спириденком на кіностудії «Мосфільм».

## Сюжет
Якось учні третього класу отримали «запрошення» вражаючого змісту: «Дорогий друже, житель планети Земля! Якщо ти хочеш зустрітися з людьми іншої цивілізації, приходь сьогодні ввечері на танцмайданчик у старий парк». Зустріч ця, звичайно, не відбулася, але з'явився привід для гарних веселощів та цікавої розмови.

## У ролях
- Марія Ковтун — Даша Гущина
- Катерина Голубєва-Польді — Катя Синіцина
- Сергій Селезньов — Петро Скворцов
- Денис Ястребов — «Бомбар»
- Дмитро Литвинов — «Головастик», Діма Голованов
- Ян Хвілер — «Мямля» Кротов, молодший брат Антона
- Денис Давидов — Славік Каплін
- Тетяна Божок — Ніна Григорівна, вчителька
- Володимир Борисов — Антон Кротов, старший брат «Мямлі»
- Катерина Васильєва — Валентина Серафимівна, вчителька
- Євгенія Ханаєва — бабуся Ніни Григорівни, директор школи
- Рина Зелена — прабабуся
- Марія Виноградова — бабуся Даши Гущиної
- Олександр Юшин — тато Славіка Капліна
- Георгій Бурков — лектор планетарію
- Олена Фіногєєва — Віра Володимирівна, мама Діми Голованова

## Знімальна група
- Режисер — Микола Спириденко
- Сценаристи — Наталія Азімова, Ірина Тимченко
- Оператор — Всеволод Симаков
- Композитор — Борис Ричков
- Художник — Ірина Шретер